# Stuart, Florida
Stuart är en stad (city) i Martin County, i delstaten Florida, USA. Enligt United States Census Bureau har staden en folkmängd på 15 718 invånare (2011) och en landarea på 17,2 km². Stuart är huvudort i Martin County.